# 西寒河江站

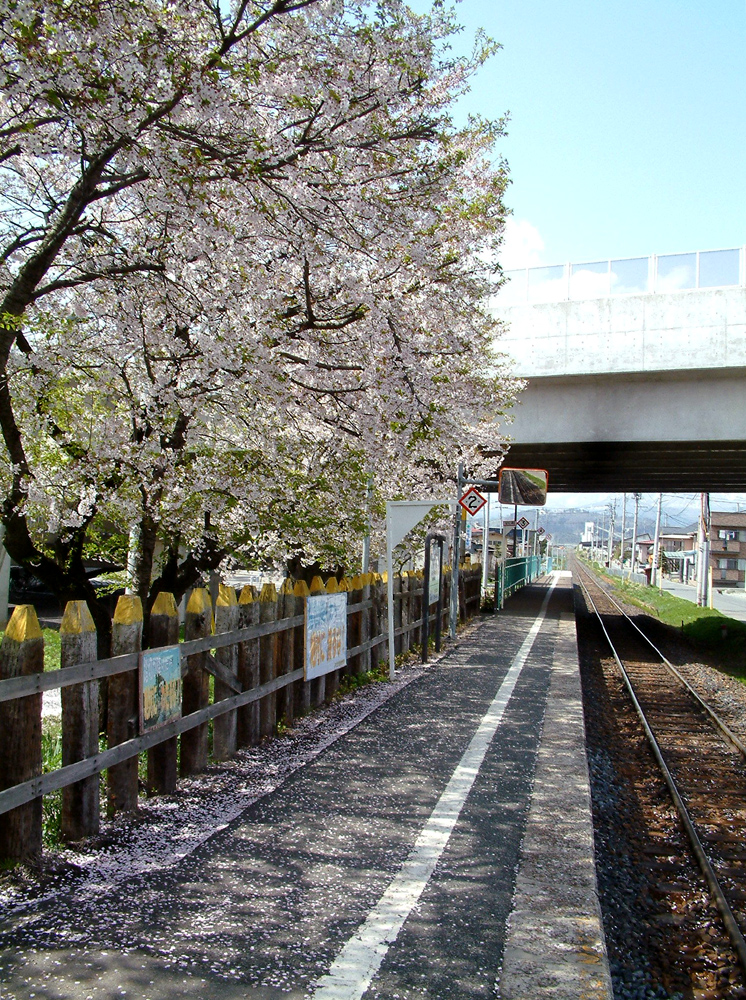
月台

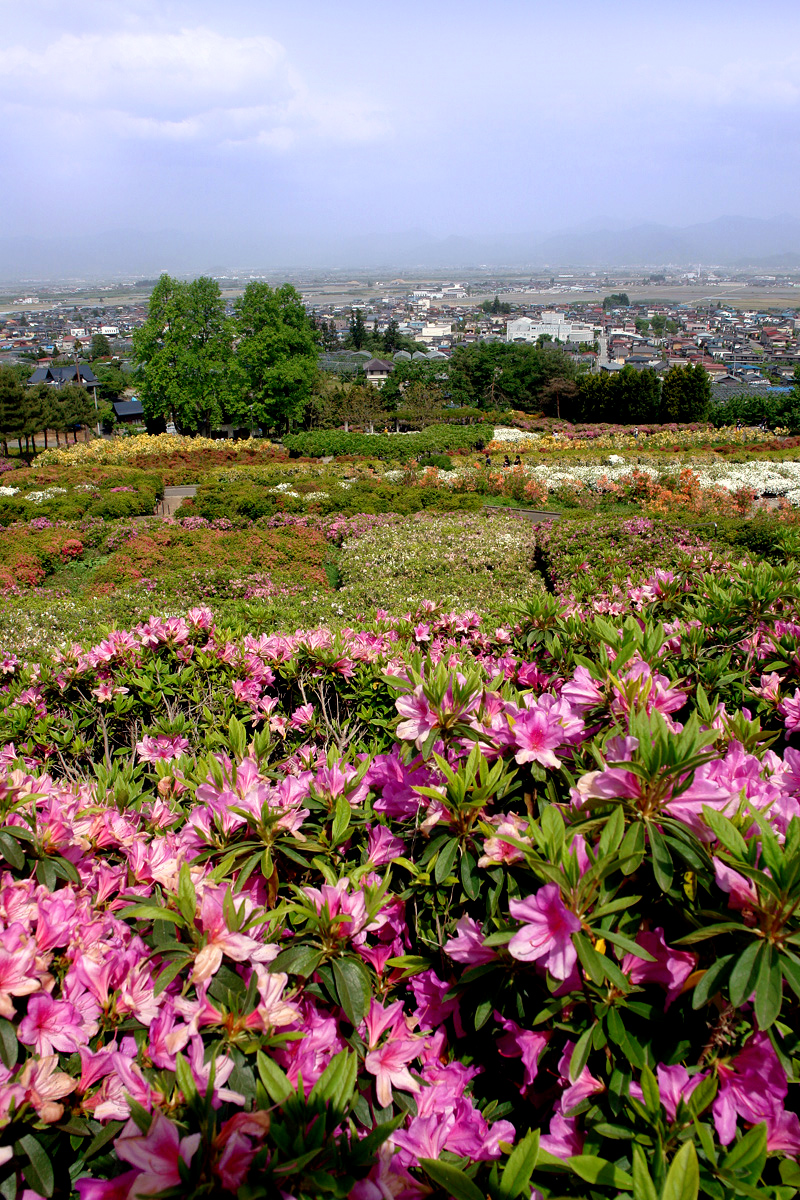
長岡山躑躅園

西寒河江站（日语：／ Nishi-Sagae eki */?）是位於山形縣寒河江市六供町一丁目179番地，東日本旅客鐵道（JR東日本）的左澤線車站。

## 歷史
- 1951年（昭和26年）12月25日：車站啟用[1]。
- 1987年（昭和62年）4月1日：伴隨國鐵分割民營化，車站由東日本旅客鐵道（JR東日本）營運[2]。
- 2001年（平成13年）7月：由於寒河江站進行遷移車站工程，因此包括此站在內，羽前長崎至左澤站之間暫停服務，開設代行巴士。
- 2002年（平成14年）2月16日：羽前長崎站至左澤站之間重開[3]。同時現時的車站大樓開始使用。
- 2004年（平成16年）11月：鄰近此站的縣道天橋落成。站前的巴士站遷移至天橋上。

## 車站構造
車站是一座地面車站，設有1面1線的單式月台。此站沒有車站大樓，只有候車室。當中，候車室與柴橋站的候車室非常相似。
此站是由寒河江站管理的無人車站。
在2004年11月，車站上設有山形縣道23號天童大江線，方便連接山形縣立寒河江高等學校，也可以作月台上蓋。

## 使用狀況
在2004年度，1日平均乘車人次為316人。
| 乘車人次變化 | 乘車人次變化 |
| 年度         | 1日平均人次  |
| ------------ | ------------ |
| 2000         | 352          |
| 2001         | 310          |
| 2002         | 311          |
| 2003         | 309          |
| 2004         | 316          |

## 車站周邊
車站位於寒河江市區。
- 杜鵑花園（寒河江公園）
  - 寒河江市鄉土館
- 山形縣立寒河江高等學校（日语：山形県立寒河江高等学校）
- 山形縣立寒河江工業高等學校（日语：山形県立寒河江工業高等学校）
- 寒河江八幡宮（日语：寒河江八幡宮）
- 内之袋簡易郵局
- 寒河江市立醫院（日语：寒河江市立病院）
- 長岡山
- 寒河江中央工業團地
- 山形縣道23號天童大江線（日语：山形県道23号天童大江線）
- 山形縣道26號寒河江西川線（日语：山形県道26号寒河江西川線）

## 相鄰車站
東日本旅客鐵道（JR東日本）
■左澤線
寒河江－西寒河江－羽前高松

## 注腳
1. 1 2  「日本国有鉄道公示第349号」『官報』1951年12月21日（國立國會圖書館數碼化資料）
2. ↑  『交通年鑑 昭和63年版』 交通協力會，1988年3月。
3. ↑  . RAIL FAN (鐵道友之會). 2002-05-01, 49 (5): 24 （日语）.
4. ↑  『山形県の鉄道輸送』平成26年度版 - 山形県 （页面存档备份，存于）（日語）

## 外部連結
- 車站資訊（西寒河江）：東日本旅客鐵道（日語）
- 國土地理院地圖參閲服務 （页面存档备份，存于） - 西寒河江站周邊的1/25000地形圖 （页面存档备份，存于）（日語）